# Fort Napoleon (Ostende)
Das Fort Napoleon ist ein militärischer Festungsbau im belgischen Küstenbadeort Ostende. Die Anlage ist heute ein modernes Museum mit Innen- und Außengastronomie sowie Tagungsräumen. Das  Fort wurde 1811 bis 1814 im Auftrag des französischen Kaisers Napoléon Bonaparte gebaut und sollte als Stützpunkt für eine Invasion Großbritanniens dienen. Im Ersten und Zweiten Weltkrieg wurde es von den deutschen Besatzungstruppen genutzt. Nach Jahren des Verfalls wurde es 1995 der flämischen Stiftung für Industriedenkmäler (Stichting Erfgoed) übertragen und aufwändig restauriert. Im Jahr 2000 wurde das Fort als Museum eröffnet.

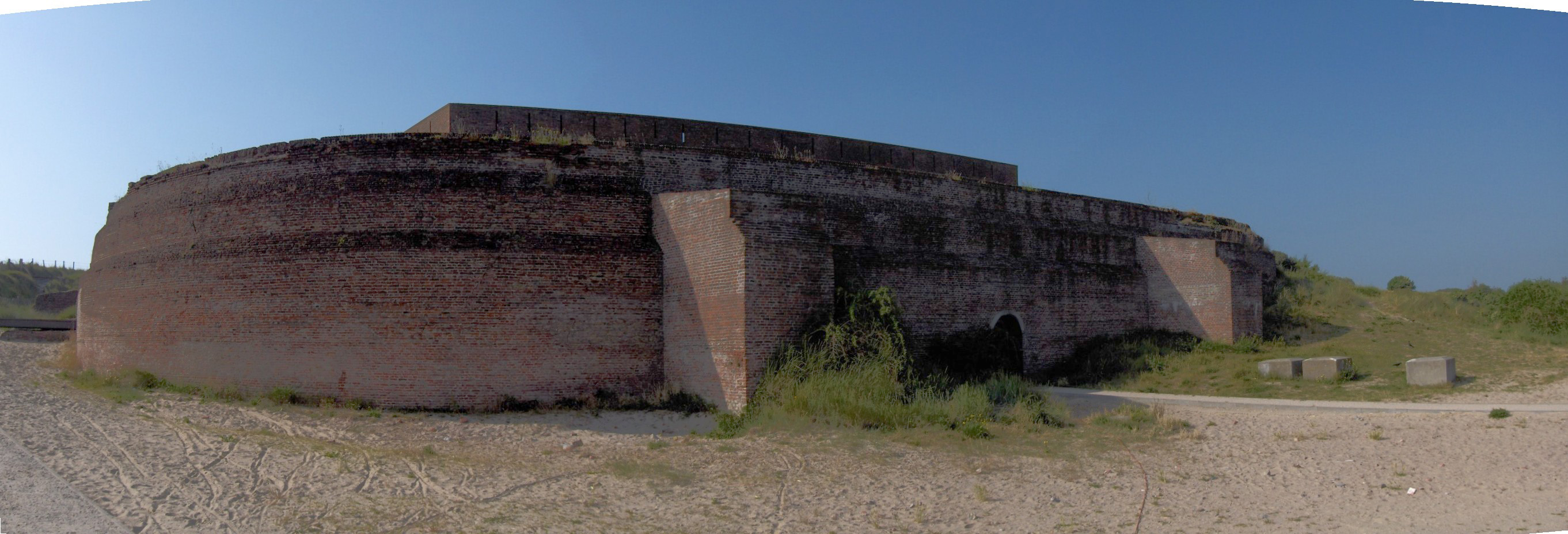
Außenansicht des Forts Napoleon

## Geschichte

### Bauzeit

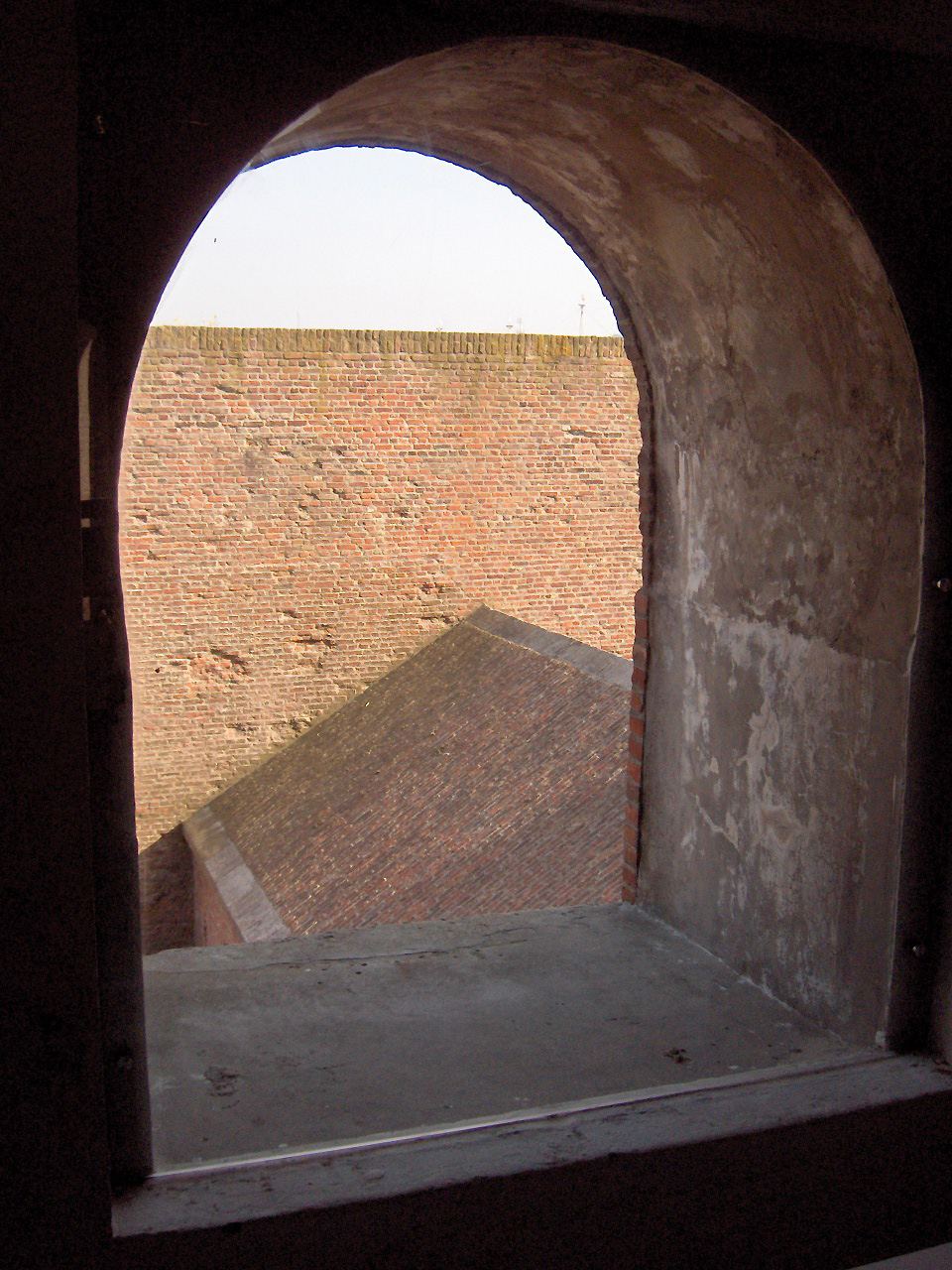
Blick aus dem Fort auf einen Wehrgang und die Außenringmauer

Napoléon Bonaparte hatte Ostende seit 1798 mehrfach besucht und wollte die strategisch wichtige Lage der Stadt für seine Ziele in den Napoleonischen Kriegen nutzen. Ab 1803 war die Küstenlinie bei Ostende militärisch befestigt worden, nachdem die Briten die Stadt angegriffen und bis 1802 belagert hatten. 1811 wurde der Bau in den Dünen östlich des Ostender Hafens begonnen.  Mehr als 400 spanische Kriegsgefangene mauerten aus Backstein nach dem Vorbild traditioneller Festungsbaukunst auf fünfeckigem Grundriss (Pentagon) einen zweigeschossigen Zentralbau mit 28 Meter Seitenlänge samt Innenhof,  legten einen Trockengraben an, durch den überdachte Wehrgänge (Caponnière) mit Schießscharten zur äußeren acht Meter hohen Ringmauer führen. Im Obergeschoss wurden  Waffen und Munition gelagert. Das Fort wurde mit einer einfachen Küche und Bäckerei ausgestattet, verfügte jedoch nur in einem Wehrgang über eine Toilette. In einer Zisterne wurde Regenwasser gesammelt. Das „Fort Impérial“ war für 260 Soldaten und Offiziere vorgesehen und mit 46 Kanonen ausgerüstet.

### 1815 bis 1914

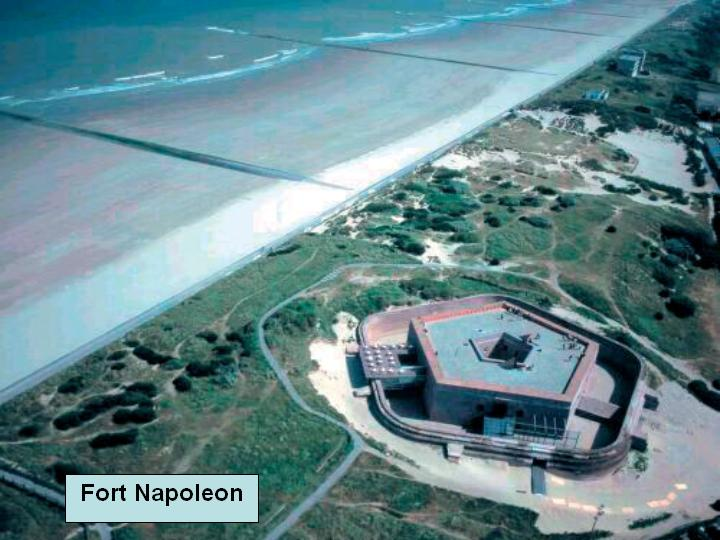
Luftaufnahme des Forts in den Ostender Dünen

Kaiserliche Truppen kamen nicht mehr dazu, das Fort für kriegerische Zwecke zu nutzen, denn die Fertigstellung fiel in die Phase des Zusammenbruchs des französischen Kaiserreichs. Britische Truppen besetzten es 1815, im selben Jahr wurde es von niederländischen Truppen übernommen, die dem Fort den Namen „Fort Willem I“ nach dem ersten niederländischen König Wilhelm I. gaben. Mit der Gründung des Staates Belgien 1830 lautete der offizielle Name „Fort Leopold“ nach dem ersten belgischen König Leopold I., doch die Bevölkerung nannte es nach dem Bauherrn „Fort Napoléon“. 1865 wurde der Status von Ostende als Festungsstadt beendet. Das Fort blieb Militärgebiet, doch wurde es praktisch nicht mehr gebraucht. Im Deutsch-Französischen Krieg wurden etwa hundert französische Kriegsgefangene aus der Schlacht bei Sedan im September 1870  vorübergehend im Fort interniert.

### 1914 bis 1918

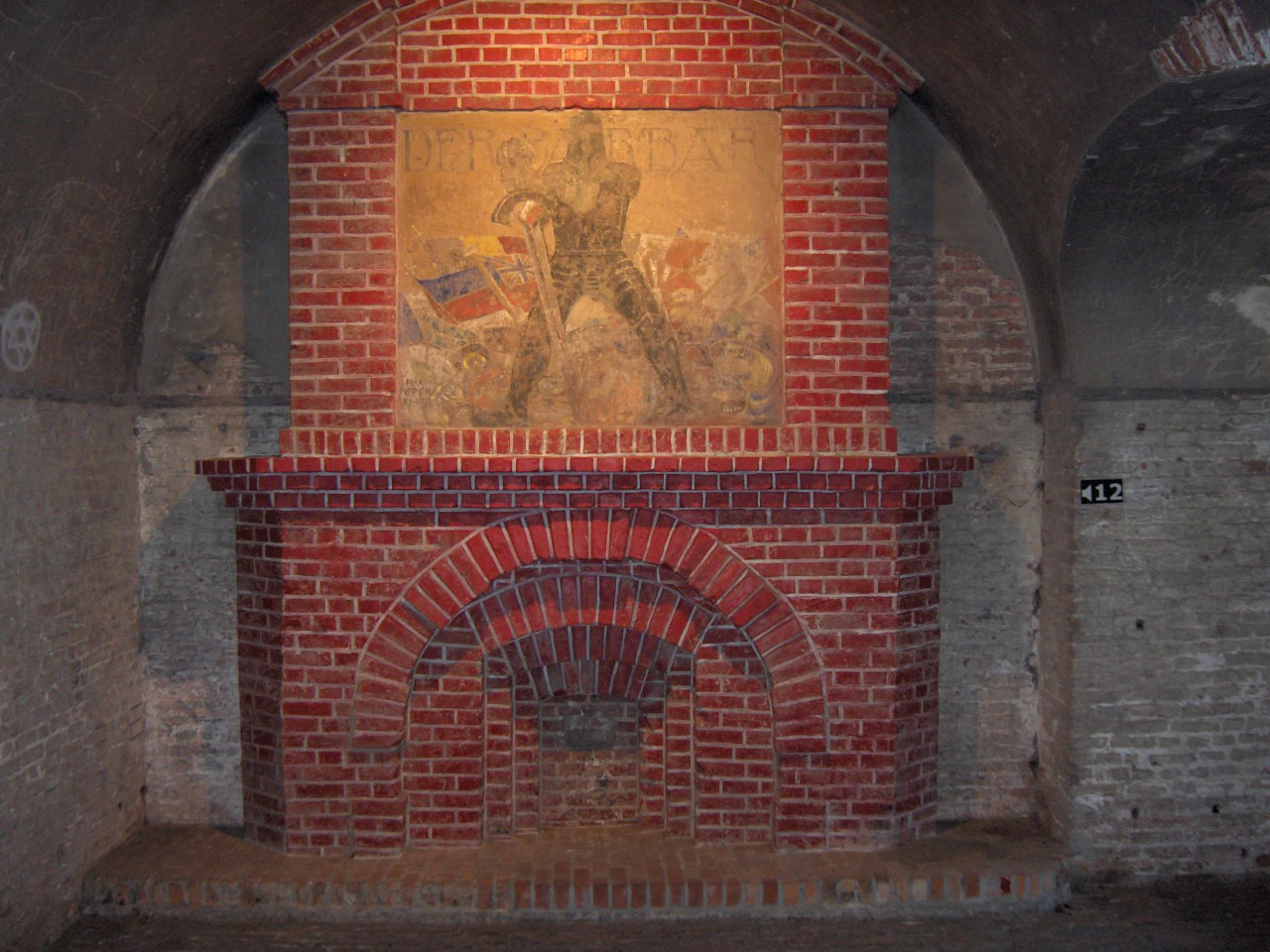
Malerei „Der Barbar“ von Heinrich-Otto Pieper aus dem Ersten Weltkrieg

Im Ersten Weltkrieg, als Truppen des deutschen Kaiserreichs fast ganz Belgien besetzten, wurde das Fort von deutschen Truppen genutzt. Sie  modernisierten es, indem sie eine elektrische Beleuchtung anbrachten, Heizmöglichkeiten schufen und zwei Zugänge durch die Ringmauern brachen. In dem Teil des Forts, der deutschen Offizieren als Kasino vorbehalten war,  brachte der Maler Heinrich-Otto Pieper (* 1881) oberhalb eines Kamins ein Gemälde an, genannt „Der Barbar“. Es ist eine allegorische Persiflage auf die Bremer Stadtmusikanten.  Das Gemälde auf Putz zeigt einen deutschen Ritter im Harnisch, neben ihm  die abgeschlagenen Köpfe eines Italieners, eines Franzosen, eines Japaners, eines Senegalesen und eines Russen. Im Hintergrund sind Nationalflaggen abgebildet, die mehrfach verändert und übermalt wurden. Die Ursprungsfassung konnte nicht rekonstruiert werden. Am 25. Juli 1916 besuchte der deutsche Kaiser Wilhelm II. das Fort, am 28. Mai 1917 Generalfeldmarschall Paul von Hindenburg.

### 1918 bis 1944
Nach der Niederlage der deutschen Truppen im Ersten Weltkrieg wurde das Fort von der Ostender Bevölkerung geplündert. Es verfiel nach und nach. Schließlich wurde die Idee entwickelt, es als Heimatmuseum einzurichten. Die Bauarbeiten wurden in Angriff genommen und 1932 wurde es zum ersten Mal als Museum genutzt. Diese Nutzung endete mit dem  Zweiten Weltkrieg. 1939 wurde hier ein militärischer Beobachtungsposten eingerichtet. Das Museum wurde geschlossen. Am 31. Mai 1940 übernahm das deutsche Militär das Fort als Kaserne für Artilleristen. Verbliebene Museumsstücke wurden am 18. Juni 1940 im Keller des Gerichtsgebäudes in Ostende in Sicherheit gebracht. Die obere Plattform des Forts wurde mit einer einen Meter dicken Betondeckschicht versehen, so dass  die Schießscharten  aus napoleonischer Zeit seither zu niedrig wären, um von Schützen im Stehen genutzt werden zu können.

### 1944 bis 1994
Nach der Befreiung Belgiens 1944 wurde das Fort erneut von der Bevölkerung geplündert. Belgische und britische Infanteristen zogen ins Fort. Sie bewachten ein nahegelegenes Kriegsgefangenenlager und schützten ein britisches Militärkrankenhaus. Nach Ende des Zweiten Weltkriegs blieb das Fort Militärgebiet, es wurde schließlich von Munition und Minen gesäubert.  1949 beschloss der Gemeinderat, es in den Sommermonaten als Spielgelände für Kinder zu nutzen. Die Verwendung war nur vorübergehend, man verlor schließlich das Interesse an dem Bauwerk. 1956 wurden alle Zugänge verschlossen. 1963 ging das Fort in das Eigentum der belgischen Finanzbehörden über. Am 6. Juli 1976 wurde das Fort unter Denkmalschutz gestellt. Verschiedene Nutzungsmöglichkeiten wurden diskutiert, vom Marinemuseum bis zum Hotel. Doch zwei Jahrzehnte lang geschah nichts. Junge Ostender verschafften sich Zugang  zu dem vom Staat vernachlässigten Bauwerk und trafen sich zu diskreten Rendezvous oder feierten Partys. Aus dieser Zeit stammen Graffiti, die zum Teil als Zeugnis dieser Zeit erhalten wurden.

### 1994  bis 2000

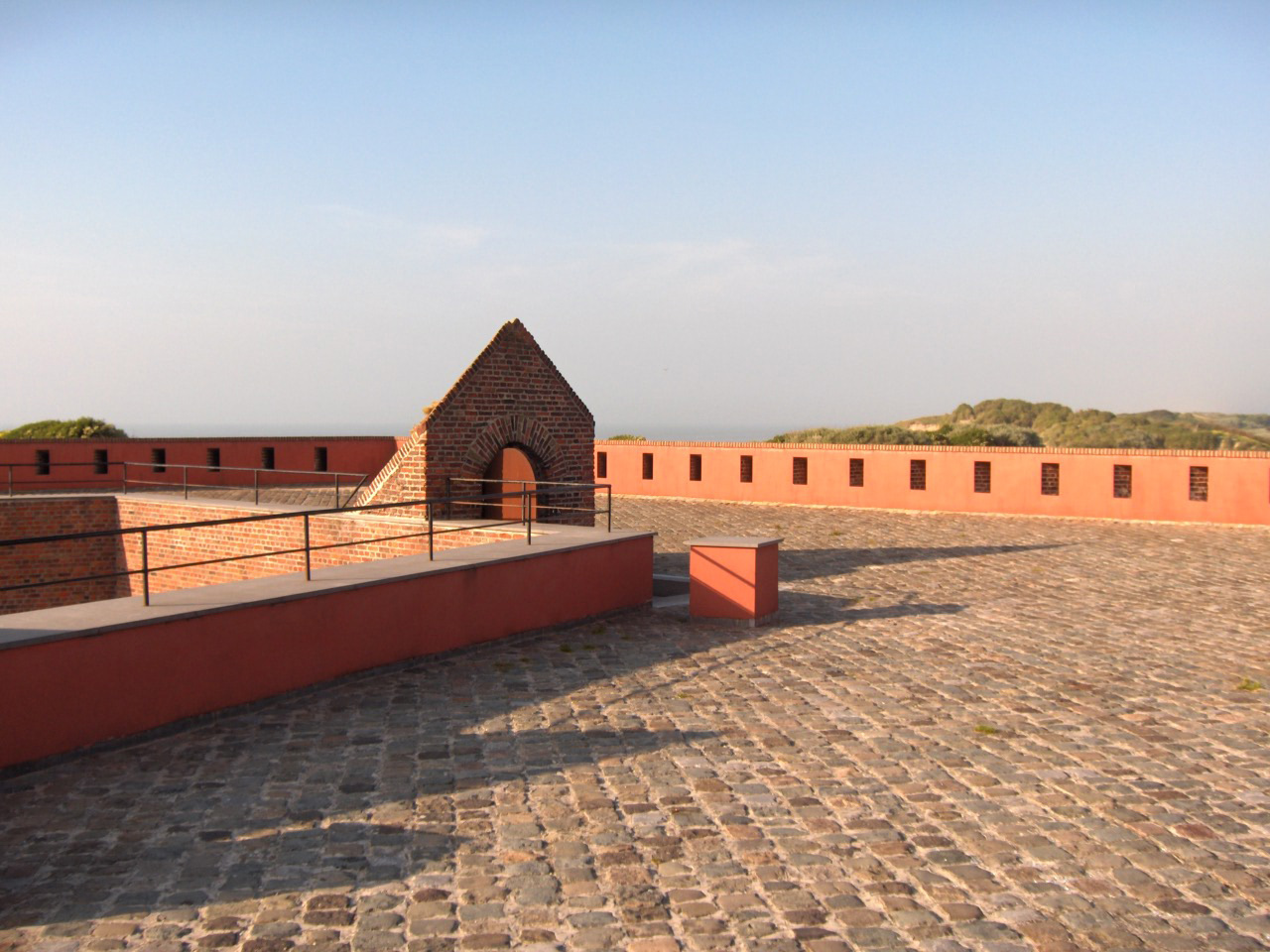
Obere Plattform des Forts mit Treppenaufbau und Schießscharten

1994 wurde die Stiftung Vlaams Erfgoed gegründet. Ihr wurde das Fort am 20. August 1996 in Erbpacht übertragen. Bis zum Jahr 2000 dauerten die umfangreichen Renovierungs- und Umbauarbeiten. Die Pläne stammten von den Brüsseler Architekten Benny Govaert und Damiaan Vanhoutte, die Inneneinrichtung entwarf Fabiaan Van Severen. Unterstützt wurde das Projekt von der Flämischen Gemeinschaft, der Provinz Westflandern und der Stadt Ostende. Am 7. April 2000 wurde das Museum eröffnet. Das Fort ist zu einer touristischen Attraktion geworden. Es wird regelmäßig für Empfänge und Seminare genutzt. Im Sommer finden dort Aufführungen der Reihe „Theater aan Zee“ statt.

## Fort Napoleon in der Malerei
Das militärische Bauwerk taucht auch als Motiv in der Malerei auf, darunter in einem Werk des Malers Emile Spilliaert (1858–1913) von 1885 sowie seines Großneffen Leon Spilliaert aus dem Jahr 1934. Das Bild zeigt  das Eingangstor und eine Caponnière.